# Conrad Stål
Conrad Stål, född 13 september 1789 i Stockholm, död 26 februari 1860 i Norrköping, var en svensk musiker. Han var gift med Caroline Lithander.

## Biografi
Han var violinist och elev till Johan Fredrik Berwald och gjorde sig känd som kvartettspelare. Han var ledamot av Harmoniska sällskapet i Stockholm och invaldes 1853 som ledamot av Kungliga Musikaliska Akademien. Han stiftade också ett musikaliskt sällskap i Norrköping och blev dess ordförande.
Stål fick sin första utbildning av Pehr Ling och fick sin fortsatta utbildning på Tyska Lyceum. Började efter en resa till Frankrike att arbeta hos Cleve & Wallis handelshus och blev kvar hos Wallis, många år som kontorschef. Efter att startat en egen rörelse, övertog han senare Didrik Reder och Zackrissons sockerbruk.
Han flyttade 1830 till Norrköping där han drev bolag först med Reder och sedan med Jacob von Leesen fram till 1844, då Lessen fortsatte i egen regi. Inköpte sedan egendomen Solberga och ägnade sig några år som jordbrukare, innan han åter bosatte sig i Norrköping.
Han var också vice konsul för Brasilien.
Bror till militären och arkitekten Carl Stål och farbror till pianisten Fanny Stål.